# Timonius auriculatus
Timonius auriculatus är en måreväxtart som beskrevs av Elmer Drew Merrill. Timonius auriculatus ingår i släktet Timonius och familjen måreväxter. Inga underarter finns listade i Catalogue of Life.